# قاعدة العمل
قاعدة العمل هي قاعدة تحكم سير عمل الأعمال التجارية والشركات والمؤسسات. وهي القاعدة التي تحدد بعض جوانب سير العمل أو القيود المفروضة عليها ودائمًا ما تأتي هذه القاعدة بحلول إما صواب أو خطأ. والهدف من قواعد العمل هو التأكيد على هيكلة الأعمال أو السيطرة عليها أو التأثير في سلوكها. وتصف قواعد العمل العمليات والتعريفات والقيود التي تطبق على المؤسسة. ويمكن تطبيق قواعد العمل على الأشخاص والعمليات وسلوك المؤسسة وأنظمة الحوسبة، وتُنفذ لمساعدة المؤسسة في تحقيق أهدافها.
على سبيل المثال قد تقرر قاعدة العمل عدم التحقق من الائتمان في عائدات العملاء. تشتمل الأمثلة الأخرى لقواعد الأعمال على طلب وكيل تأجير بعدم السماح لمستأجر بالتأجير إذا كان تصنيف الائتمان منخفضًا جدًا أو طلب وكلاء شركة لاستخدام قائمة إمدادات مفضلة وجداول العرض.
وقد تكون قواعد العمل غير رسمية أو حتى غير مكتوبة، ولكن في الوقت نفسه يعد تدوينها والتأكد من عدم تضاربها نشاطًا من الأهمية بمكان. عند إدارة هذه القواعد بعناية يمكن استخدامها لمساعدة المؤسسة لتحقيق أهدافها، وإزالة العقبات التي تواجه نمو السوق والحد من الأخطاء المكلفة وتحسين الاتصالات والامتثال إلى المتطلبات القانونية وزيادة ولاء العملاء.

## مقدمة
توجه قواعد العمل المنظمة بما ينبغي القيام به بالتفصيل، بينما تفيد الإستراتيجية بـكيفية التركيز على الأعمال التجارية على المستوى الكلي لتحسين النتائج. بتعبير آخر، توفر الإستراتيجية اتجاهًا رفيع المستوى بشأن ما ينبغي أن تقوم به المؤسسة. وتوفر قواعد العمل أيضًا إرشادات توجيهية بشأن كيفية ترجمة الإستراتيجية إلى أفعال.
فقواعد العمل تسري داخل المؤسسات سواءً كانت مكتوبة أم لا، إما بمجرد الحديث عنها أو حتى كانت جزءًا من وعي المؤسسة. ومع ذلك، فإن جمع قواعد العمل المختلفة للمؤسسات يعد ممارسة متعارف عليها إلى حد ما. وقد يحدث هذا بطريقة من طريقتين.
قد تختار المنظمة وصف ممارسات أعمالهم التجارية وإصدار قاعدة بيانات شاملة للقواعد. وقد يفيد هذا العمل ولكنه في الوقت نفسه مكلف ويستغرق الكثير من الوقت. على سبيل المثال، قد تُعين المؤسسة استشاريًا لتوثيق المعايير والأساليب المختلفة التي تمارس داخل المؤسسة وتعزيزها.
وفي الغالب يتم اكتشاف قواعد العمل وتوثيقها بصورة غير رسمية أثناء المراحل الأولى من المشروع. ويعد تجميع قواعد العمل في هذه الحالة أمرًا عرضيًا. إضافة إلى ذلك، قد تقود مشروعات الأعمال إلى تعريف قواعد عمل جديدة مثل إطلاق منتج جديد أو إعادة هندسة عملية معقدة. وتكون ممارسة جمع قواعد العمل المتجانسة عرضة لإنشاء قواعد عمل غير متناسقة أو متناقضة حتى داخل الوحدات التنظيمية المختلفة أو في الوحدات التنظيمية ذاتها بمرور الوقت. وقد تكون مشاكل الإنشاء غير المتناسق هذه من الصعب العثور عليها وإصلاحها.
يعد السماح بتوثيق قواعد العمل أثناء تنفيذ مشروعات الأعمال أقل تكلفة وأسهل في إنجازها من النهج الأول، ولكن إذا لم يتم تجميع قواعد العمل على نحو متناسق، فستصبح بلا قيمة. ومن أجل تعليم الأشخاص المهتمين بالأعمال التجارية أفضل الطرق لتجميع قواعد العمل وتوثيقها، فقد أنشأ خبراء في تحليل الأعمال منهجية قواعد العمل. تحدد هذه المنهجية عملية التقاط قواعد العمل بطريقة يمكن التحقق منها ومفهومة أيضًا. ومن السهل تعلم هذه المنهجية وتنفيذها في الوقت الفعلي، وتُمكن أصحاب المصالح التجارية من إدارة قواعد أعمالهم بطريقة متناسقة.